# Овамбо (народ)
Овамбо, или амбо (самоназвание) — народ в Южной Африке. Проживают на севере Намибии и юге Анголы в регионе, известном как Овамболенд. Делятся на большое количество субэтнических групп, таких как ндонга, кваньяма, квамби, нгандьера, нбаланту, квалууди, колонкади, еунда и мбандья и др. Общая численность — около 900 тысяч, 750 тысяч из которых проживает в Намибии и является самой большой этнической группой страны. Говорят на языках ошивамбо, которые включают под-языки кваньяма и ндонга (зона R группы банту бенуэ-конголезской семьи).
Овамбо — выходцы из Центральной Африки, которые мигрировали на юг в регион между реками Окаванго и Кунене в XV-XVI веках и создали раннегосударственное образование. В начале XX века оказывали активное сопротивление колонизаторам.

## Племена овамбо
В наше время четыре племени овамбо проживают в провинции Кунене в южной Анголе и восемь в северной Намибии. Территория, которая традиционно известна как Овамболенд, разделена на несколько областей: Омусати, Ошикото, Oхангвена и Ошана. Бо́льшая часть народа Овамбо обитает здесь, однако немало племён мигрировали на юг, в другие части страны. Кваньяма является самым большим племенем из восьми племён овамбо. Другие племена носят названия Ндонга, Квалууди, Мбаланху, Квамби, Нгандвела, и два малочисленные племени называются Унда и Нколанди.

## Миграция
В поисках работы немалое число рабочих овамбо уехали в другие части страны. Сейчас в рыболовстве и в горной промышленности трудовые силы в основном состоят из выходцев из народа овамбо.

## Племенное устройство
У каждого племени есть вождь, который отвечает за своё племя, хотя многие уже перешли на систему совета старейшин для разрешения дел внутри племени. Члены семьи вождя Овамболэнд известны под именем аакванекамба, и только те, кто принадлежат к семье по рождению, имеют право стать вождём. Так как преобладает матрилинейность в законах, сыновья вождя не имеют право на наследство и на титул вождя. Они растут как простые члены племени.

## Религия и традиции
Большинство овамбо сейчас исповедуют христианство (лютеранство). Финские миссионеры приехали на их родину в 1870-х годах, и большинство традиционных верований овамбо были замещены христианством, однако некоторые из старых традиций всё ещё существуют. Как результат миссионерской деятельности, почти все овамбо сейчас носят европейскую одежду и слушают западную музыку. Они всё ещё практикуют традиционные танцы, включающие барабанную музыку, однако большинство текстов было переписано как песни для политической кампании СВАПО. Большинство свадеб являются смесью христианских традиций и традиций овамбо.

## Хозяйство и быт
Дома овамбо состоят из нескольких шалашей, окружённых оградой из длинных вертикально стоящих столбов. Некоторые семьи также построили здания западного стиля из цементных блоков. У каждого шалаша своё предназначение: спальня, кладовая или кухня и пр. Вода в основном добывается из ближайшего общественного колодца.
Большинство семей имеют большой участок земли, где в основном культивируется просо, которое потом перерабатывается в кашу или пиво. Также выращиваются арбузы, бобовые, тыквы и сорго. Много хозяйств имеют коз, крупный рогатый скот и иногда несколько свиней. Работой молодых людей является охрана скота и поиск подходящих пастбищ. Также на фермах разводят домашнюю птицу. В деревнях живут собаки и кошки. Когда начинается сезон дождей, реки на севере Анголы разливаются, временно пересыхающие озёра снова наполняются водой и в окрестностях появляется рыба, птицы и лягушки.
Работа по дому, гончарное дело, шитьё одежды и резьба по дереву даёт доход многим женщинам, которые в прежние времена обрабатывали землю и воспитывали детей. Сегодня женщины работают часто как няни, продавцы и учителя.

## Традиционные верования
Ранее овамбо жили под сильным влиянием их религиозно-магических верований. Они не только верили в хороших и злых духов, но и были очень суеверными. Большинство членов овамбо поклонялись высшему духу по имени Калунга. Считается, что этот дух принимает облик мужчины и перемещается невидимо среди людей. Он очень важен для племени; когда племя страдает от голода или болезней, обязанностью духа является помочь народу.
Все верования овамбо образованы вокруг их веры в Калунгу. Когда, например, член племени хочет войти в дом вождя, то он обязан сначала снять сандалии. Это связано с верованием в то, что если человек в сандалиях войдёт в дом, то принесёт смерть одному из членов семьи вождя. Также они верят в святость огня, который горит в доме вождя. Если этот огонь погаснет, то вождь и его племя исчезнут. Существует церемония празднования окончания сбора урожая, в которой участвуют все члены племени.